# The Illogical Consequence
The Illogical Consequence è il secondo album discografico, pubblicato nel 2005, del gruppo musicale italiano di musica elettronica Planet Funk.

## Tracce
1. Movement Is Noted – 2:03 (John Graham)
2. Everyday – 4:20 (testo: John Graham – musica: Marco Baroni, John Graham, Alex Neri)
3. Stop Me – 3:53 (testo: John Graham – musica: John Graham, Marco Baroni, Alex Neri)
4. Trapped Upon the Ground – 3:25 (testo: Dan Black – musica: Marco Baroni, Dan Black)
5. Come Alive – 4:16 (testo: John Graham – musica: Marco Baroni, John Graham, Alex Neri)
6. Laces – 3:24 (testo: John Graham – musica: John Graham, Marco Baroni)
7. The End – 4:34 (testo: John Graham – musica: Alex Neri, John Graham, Marco Baroni)
8. Ultraviolet Days – 4:53 (testo: John Graham – musica: Marco Baroni, John Graham, Sergio Della Monica)
9. Tears After the Rainbow – 8:05 (musica: Marco Baroni, Alex Neri, John Graham)
10. Inhuman Perfection – 4:49 (testo: Claudia Pandolfi – musica: Alex Neri, Marco Baroni)
11. Peak – 3:47 (testo: Dan Black – musica: Alex Neri, Marco Baroni, Dan Black)
12. Dusk – 5:07 (testo: Sally Doherty – musica: Marco Baroni)
13. Out on the Dancefloor – 6:35 (testo: Dan Black – musica: Dan Black, Sergio Della Monica, Marco Baroni)

## Formazione
- John Graham - voce, tastiera aggiuntiva (1,3,8), piano (6), chitarra (2)
- Marco Baroni - tastiere, sintetizzatori, pianoforte, campionatore, programmazione, produzione
- Alex Neri - sintetizzatori, campionatore, disc jockey, programmazione, produzione
- Domenico "GG" Canu - chitarra
- Sergio Della Monica - basso, chitarra elettrica (8,13)
- Leonardo Martera - batteria
- Dan Black - voce (4,11,13)
- Claudia Pandolfi - voce (10)
- Sally Doherty - voce (12)

### Musicisti aggiuntivi
- Cecilia Chailly - arpa
- Andrea Cozzani - basso (2,4,7,8)
- Maurizio Fiordaliso - chitarra acustica (6)
- John Miller - batteria (12)

## Classifiche
| Paese  | Posizione raggiunta |
| ------ | ------------------- |
| Italia | 4                   |